# Gerechtigkeitsbrunnen (Burgdorf)

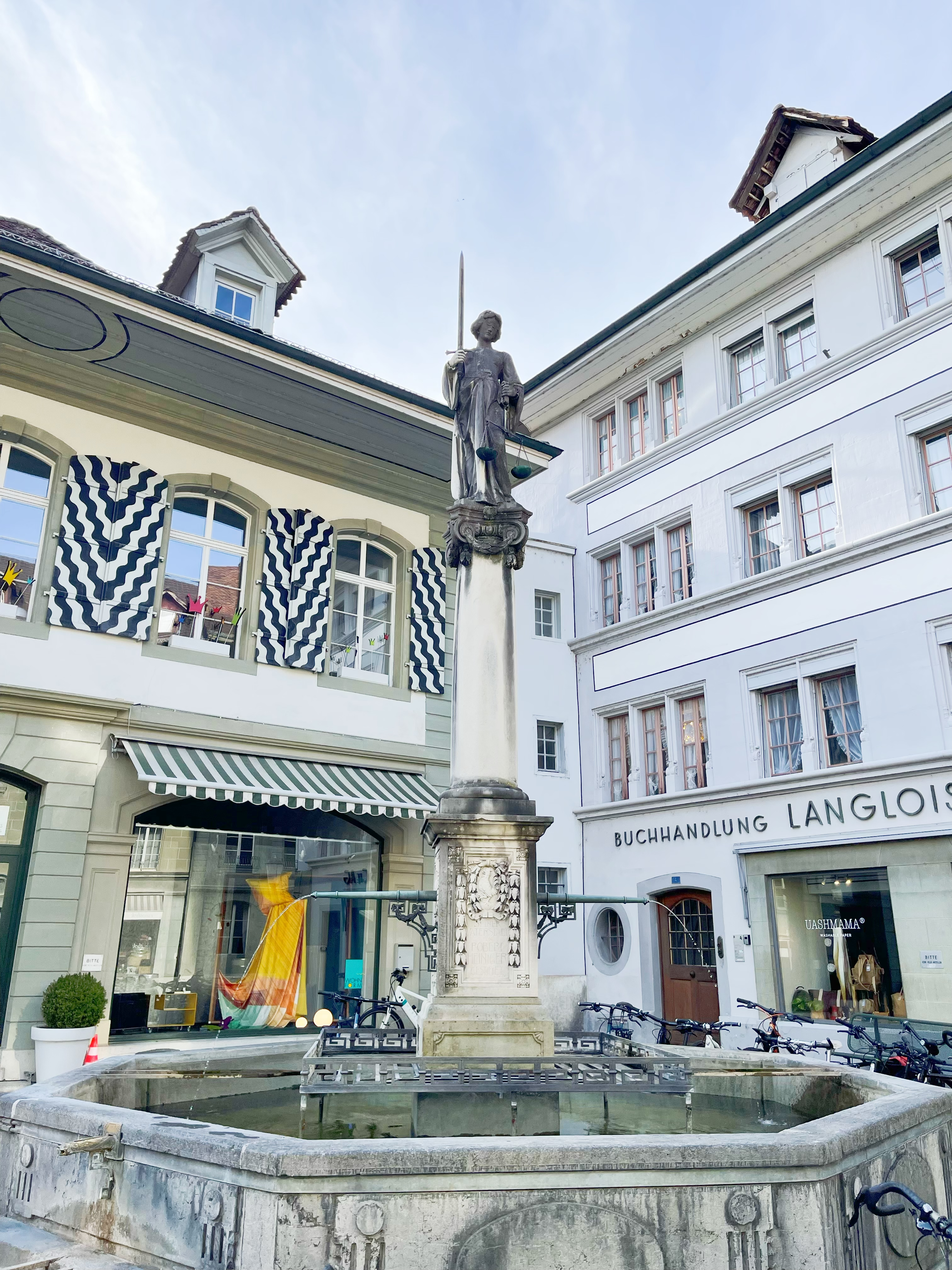
Gerechtigkeitsbrunnen Burgdorf

Der Gerechtigkeitsbrunnen – auch als Kronenbrunnen bekannt – auf dem Kronenplatz in Burgdorf (Schweiz) ist ein monumentaler Brunnen mit Justitia-Figur aus Sandstein. Er ist stark verwittert.
Der Rindermäritbrunnen wurde im Jahr 1541 erbaut und im Jahr 1612 als Kronenbrunnen neu errichtet. Die damalige Brunnenfigur wurde von einem unbekannten Bildhauer aus Bern geschaffen. Im Jahr 1757 schuf der Bildhauer Urs Joseph Füeg eine neue Justitia-Figur mit offenen Augen als Ersatz für die Vorgängerin, die mit verbundenen Augen dargestellt war. Er verwendete schlechtes Material (Molasse), was dazu führte, dass der Brunnen nach kurzer Zeit verfiel. Ferdinand Riedel ersetzte im Jahr 1908 die bisherige Figur durch eine neue, die keine Kopie ist.

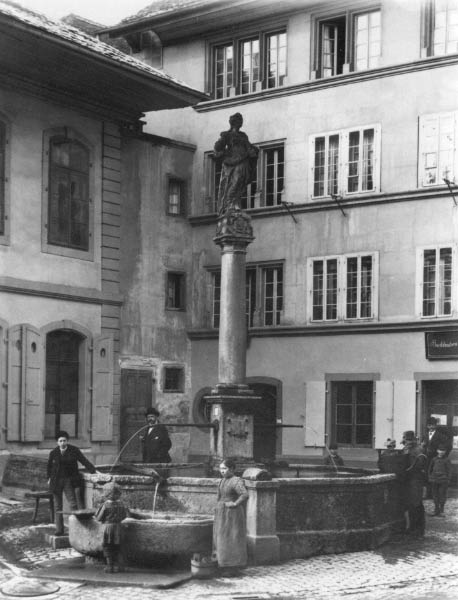
Gerechtigkeitsbrunnen im Jahr 1900
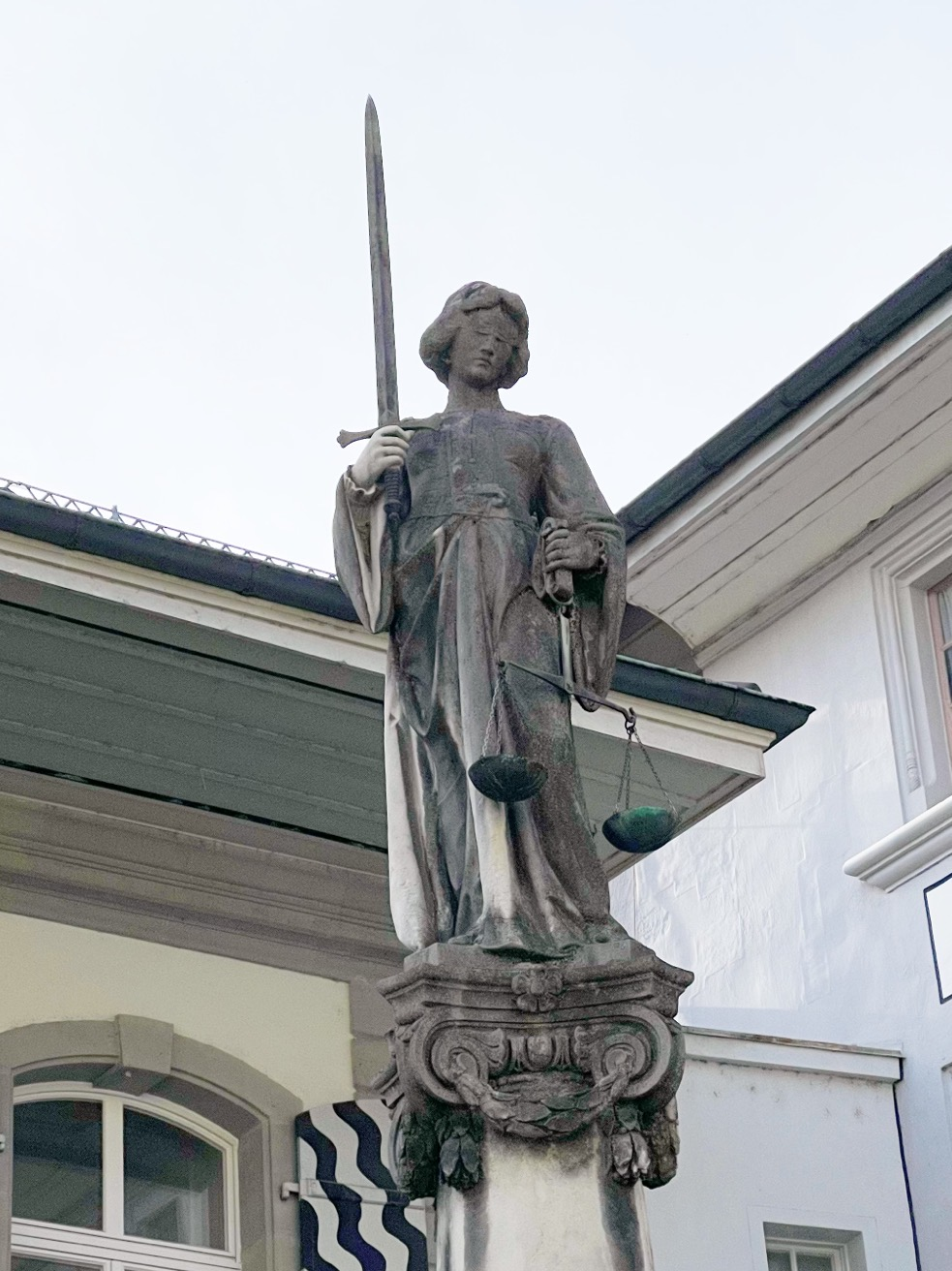
Statue der Justitia
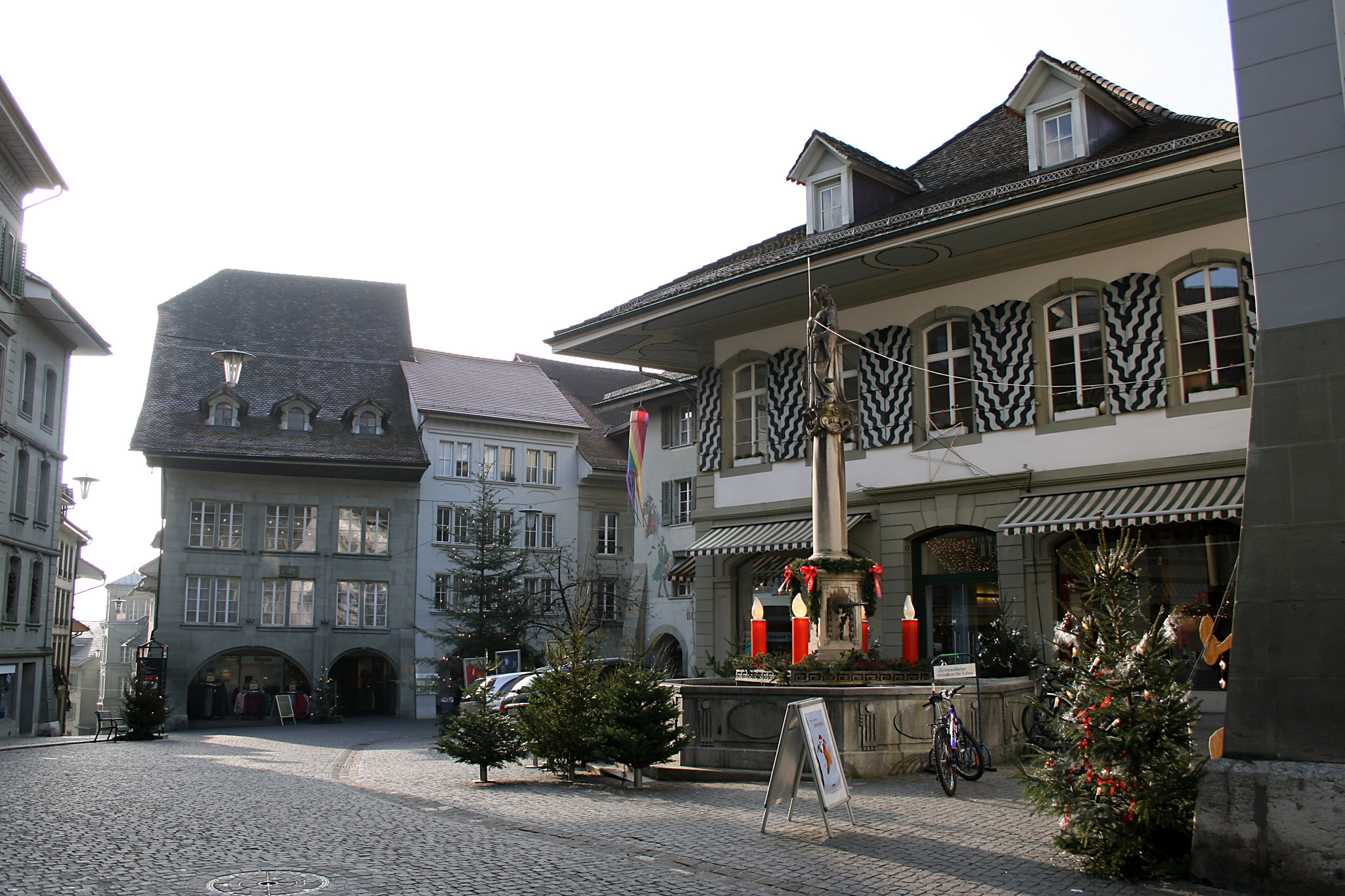
Kronenplatz